# 萨尔诺尼科
萨尔诺尼科（義大利語：Sarnonico），是意大利特伦托自治省的一个市镇。总面积12平方公里，人口747人，人口密度62.3人/平方公里（2009年）。ISTAT代码为022170。